# Tess of the Storm Country (1932)
Tess of the Storm Country (prt Tess no País dos Ódios) é um filme a preto e branco estado-unidense do género drama, realizado por Alfred Santell e escrito por Rupert Hughes, Sonya Levien e Samuel Nathaniel Behrman, com base no romance homónimo de Grace Miller White. Foi protagonizado por Janet Gaynor, Charles Farrell e Dudley Digges. Estreou-se nos Estados Unidos a 20 de novembro de 1932 e em Portugal a 3 de junho de 1933. É uma refilmagem do filme homónimo de 1922, realizado por John S. Robertson.

## Elenco
- Janet Gaynor como Tess Howland
- Charles Farrell como Frederick Garfield, Jr.
- Dudley Digges como capitão Howland
- Dan Green como Katsura
- June Clyde como Teola Garfield
- Claude Gillingwater como Frederick Garfield Sr.
- George Meeker como Dan Taylor
- Sarah Padden como Martha
- Edward Pawley como Ben Letts